# Nogueirapis mirandula
Nogueirapis mirandula är en biart som först beskrevs av Theodore Dru Alison Cockerell 1917. 
Nogueirapis mirandula ingår i släktet Nogueirapis och familjen långtungebin. Inga underarter finns listade i Catalogue of Life.

## Utseende
Ett litet, livligt färgat bi med en tämligen kraftig kropp. Huvudet är stort, med gula, röda och svarta markeringar. Mellankroppen är i huvudsak röd, dock med ett svart mittparti. Benen är röda med svarta markeringar, och vingarna gråaktiga. Bakkroppen är mörkare röd, med breda svarta tvärband på tergiterna (ovansidans segment). Kroppslängden uppgår till ungefär 5 mm för arbetarna.

## Ekologi
Släktet Nogueirapis tillhör de gaddlösa bina, ett tribus (Meliponini) av sociala bin som saknar fungerande gadd. De har dock kraftiga käkar, och kan bitas ordentligt.

## Utbredning
Arten är ett sydamerikanskt bi: Utbredningsområdet omfattar departementen Cauca, Chocó och Nariño i Colombia, provinserna Guanacaste, Puntarenas och San José i  Costa Rica, vid Pichincha i Ecuador samt i provinserna Bocas del Toro och Colón i Panama. Den har även påtäffats i Nicaragua.